# クルド人少女暴行事件
クルド人少女暴行事件（くるどじんしょうじょぼうこうじけん）は、2024年（令和6年）、埼玉県川口市において不法滞在の在留クルド人が2度にわたって少女に性的暴行をはたらいた事件。

## 概要
容疑者は、さいたま市南区大谷口在住で無職（自称解体工）のトルコ国籍のクルド人男性（犯行当時21-22歳）である。容疑者は難民認定申請中で入国管理施設への収容を一時的に免れている「仮放免」の状態にあった。なお、容疑者には日本人らしき妻がいる。
2024年1月13日午後10時頃、クルド人男性は川口市内のコンビニエンスストアの駐車場に停めた乗用車の中で東京都内在住の女子中学生（当時14歳）に性的暴行をはたらいた容疑で同年3月7日、埼玉県警察川口警察署は不同意性交の容疑により男性を逮捕した。その後同年5月、さいたま地方裁判所は埼玉県青少年健全育成条例違反の罪で懲役1年、執行猶予3年の判決を下した。
執行猶予が付いたため釈放されたクルド人男性は、同年9月13日夜、再び川口市内の別のコンビニエンスストアの駐車場に停めた車内で、激しく抵抗したにもかかわらず、12歳の少女に性的暴行をはたらき、不同意性交の罪で起訴された。なお、事件当時被害者が16歳未満の場合は、行為に同意があってもなくても罪に問われるが、クルド人男性は少女が中学1年生であることを前もって知っていた。暴行を受けた後、少女は駆け付けた埼玉県警察の警察官に被害届を出し、病院で検査を受けた。被害少女は犯行当時のことを「怖くて眠れなかった」と振り返っている。
2025年7月30日、再犯を犯したクルド人男性に対し、さいたま地方裁判所は「反省の態度が全くみられない」などとして懲役8年（求刑懲役10年）を言い渡した。量刑の理由として同裁判所の裁判長は、「被害者の人格を一顧だにしない欲求本位の粗暴かつ卑劣な犯行で、被害者の身体的、精神的苦痛は大きく、今後の健全な成長への悪影響も懸念される。被害者は事件後に周囲から誹謗中傷を受けていると供述しており、処罰感情は厳しい」と指摘し、「被告は執行猶予3年の有罪判決を受けて社会で更生する機会を与えられ、その裁判で『二度と同じような犯罪も、他の犯罪もしません』などと供述したにもかかわらず、わずか3カ月余りで何ら思いとどまることなく本件犯行に及んでおり、女子児童に対する性犯罪の規範意識は希薄というほかない」とした上で、「犯行後に被害者や少年に口止めするなどした上、公判では犯行を否認し、不合理な弁解をしており、反省の態度は全くみられない」とした。
クルド人男性は、トルコ語の通訳を介して判決を告げられると、最初はじっとして聞いていたが、判決理由の朗読が始まると突如がっくりとうなだれ、落ち着きのない状態となった。傍聴席には男性の親族とみられる外国人が4人おり、そのうちスカーフをかぶった初老の女性が閉廷の際、クルド語で大声でわめいた。裁判所職員から制止されても女性は叫び続け、その騒ぎの中でクルド人男性は刑務官が腰縄をつけようとしたとき抵抗して頭突きをくらわし、やがて刑務官3人に制止されて抱きかかえられるようにして退廷した。なお、クルド人男性の2度目の逮捕の際、性犯罪の再犯にもかかわらず埼玉県警察は事件を公表せず、埼玉県議会議員の照会にも回答しなかったことが問題視されている。
クルド人男性の判決が確定した場合、別件の執行猶予が取り消される懲役1年と合わせて9年間の刑期となる。クルド人男性は、日本国内の刑務所で服役したのち、トルコに強制送還される見通しである。